# Schellens (bedrijf)

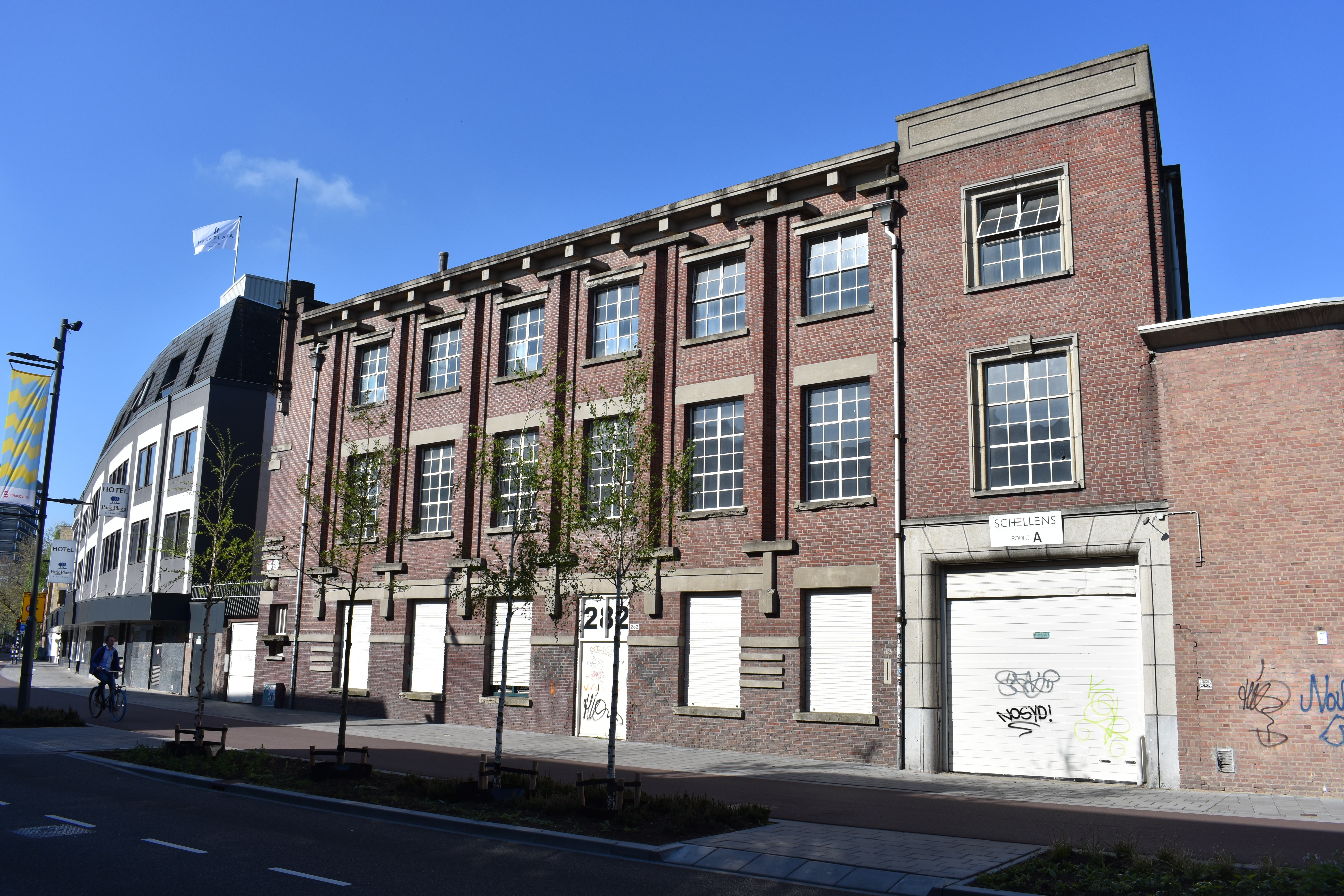
Schellensfabriek aan de Vestdijk

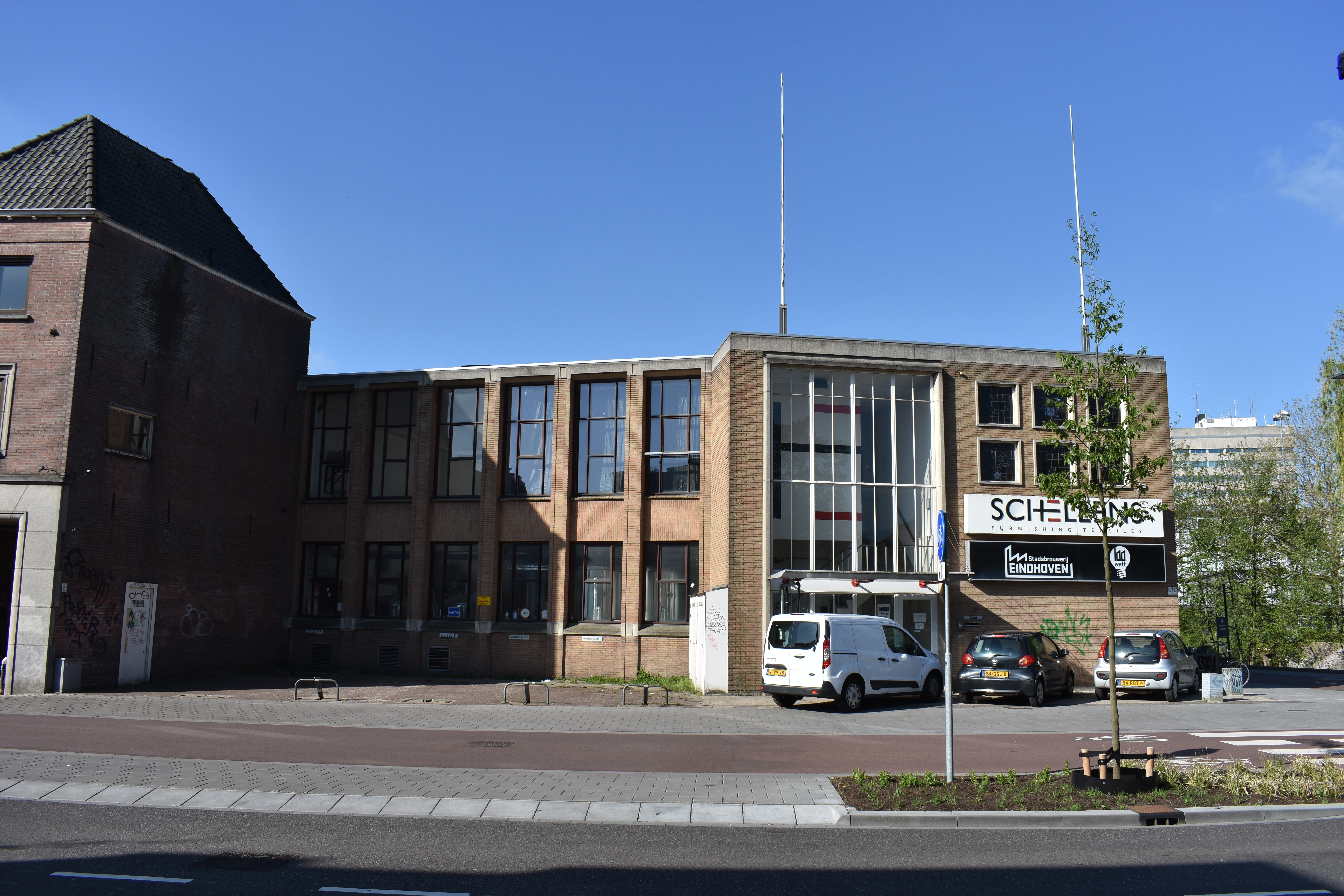
Schellensfabriek aan de Bleekweg

Schellens is de naam van twee voormalige textielfabrieken in Eindhoven. waarvan een sinds 2009 voortgezet is te Helmond onder de naam Vescom Textiles B.V.

## Geschiedenis
In 1839 vestigde Jacobus Schellens (1812-1882) zich met gezin vanuit Eersel in Eindhoven waar hij de plaats innam van De Moll in de aldaar bestaande vennootschap voor textielfabricage tussen Jan Hendrik de Moll en Mathijs Willems. Na ontbinding van de vennootschap in 1844 ging Schellens alleen verder.
In 1851 richtte Jacobus Schellens een fabrieksgebouwtje voor de bewerking van katoenen en linnen goederen op. Zoon Johannes Arnoldus Schellens (1840-1922) richtte naast zijn eigen linnenweverij in 1887 samen met Jacobus Johannes Marto een trijpfabriek op. Deze stof werd op dat moment niet meer in Nederland vervaardigd. Het bescheiden bedrijf was eerst ondergebracht in een voormalige knopenfabriek maar in 1893 overgebracht naar een oud textielfabriekje aan de Augustijnendreef bij de Dommel. Daar werd naast de handweverij rond 1895 ook het machinaal bedrijf geïntroduceerd. In 1897 verdween compagnon Marto uit het bedrijf dat de naam Schellens en Marto bleef dragen. In 1911 nam Johannes Arnoldus de zonen Franciscus Jacobus en Clemens Franciscus op in de onderneming. In 1972 ging het familiebedrijf over naar nieuwbouw op het bedrijventerrein De Hurk. Het verlaten oude complex werd in 1972 gesloopt. In 1982 volgde stillegging van het bedrijf vanwege de (te) hevige concurrentie. De bij het complex aan de Augustijnendreef behorende voormalige fabrikantenwoningen - gemeentelijke monument - zijn te vinden op Augustijnendreef 2 en 4.  
De zoon van Johannes Arnoldus uit een tweede huwelijk, Leo Schellens, richtte - na aanvankelijk bij het vaderlijk bedrijf werkzaam te zijn geweest - in 1902 een eigen bedrijf op onder de naam fa. Leo Schellens & Co.. Zijn echtgenote Petronella Johanna Maria Keunen (met wie hij trouwde in 1901) was als medeoprichter en firmant actief betrokken was bij de leiding. Haar nicht Johanna Paulina Keunen en neef Constant Keunen waren als firmant actief betrokken bij Schellens en Marto. In 1903 ging Leo Schellens & Co over tot de installatie van een stoommachine die zeven weefmachines in de trijpweverij aandreef. In 1924 volgde omzetting van de onderneming in een NV onder de naam Leo Schellens & Co.'s Trijpfabriek N.V.. Men moderniseerde voortdurend en had ongeveer 150 mensen in dienst. Dit bedrijf aan de Vestdijk was de laatst actieve textielonderneming in Eindhoven, gespecialiseerd op mohair velours.
Het bedrijf verhuisde in 2009 naar een nieuw pand aan de Speltdijk 8 te Helmond, als onderdeel van Vescom. Gebouwen en terrein aan de Vestdijk werden verkocht aan de woningcorporatie WoonInc. Onder meer de Stadsbrouwerij Eindhoven is in de voormalige Schellens-gebouwen gevestigd.